# يوهان كريستوف فون ناومن
يوهان كريستوف فون ناومن (بالألمانية: Johann Christoph von Naumann)‏ (و. 1664 – 1742 م) هو مهندس معماري ألماني، ولد في درسدن، توفي في درسدن، عن عمر يناهز 78 عاماً.